# Eragon

„Eragon“ von Christopher Paolini (22. Auflage, 2014)

Die Eragon-Tetralogie (Originaltitel: Inheritance Cycle) ist eine Fantasy-Buchreihe des US-amerikanischen Schriftstellers Christopher Paolini. Die Handlung spielt in der fiktiven Welt Alagaësia und konzentriert sich auf die Abenteuer des Drachenreiters Eragon und seines Drachen Saphira.
Die Bücher wurden weltweit über 35 Millionen Mal verkauft und in 49 Sprachen übersetzt. Der erste Band wurde im Jahr 2006 verfilmt, hatte jedoch nur mäßigen Erfolg, weshalb die Fortsetzungen nicht realisiert wurden.
Am 21. Januar 2019 erschien ein weiteres Buch über Eragon mit dem Titel Die Gabel, die Hexe und der Wurm. Geschichten aus Alagaësia, das nicht Teil der Tetralogie ist, sondern drei Kurzgeschichten enthält, die ein Jahr nach dem vierten Band spielen. Am 7. November 2023 erschien ein weiterer Band Murtagh – Eine dunkle Bedrohung, der keine direkte Fortsetzung zur Tetralogie ist, sondern die Geschichte von Eragons Halbbruder Murtagh nach dem vierten Band und dem Fall Galbatorix’ behandelt.

## Veröffentlichung
- Eragon (2003); dt.: Eragon – Das Vermächtnis der Drachenreiter, übersetzt von Joannis Stefanidis (2003)
- Eldest (2005); dt.: Eragon – Der Auftrag des Ältesten, übersetzt von Joannis Stefanidis (2005)
- Brisingr (2008); dt.: Eragon – Die Weisheit des Feuers, übersetzt von Joannis Stefanidis (2008)
- Inheritance (2011); dt.: Eragon – Das Erbe der Macht, übersetzt von Michaela Link (2011)

Der Zyklus ist ein typischer Vertreter des Fantasy-Genres mit hierfür markanten Elementen wie Drachen, Elfen, Zwergen, einer fiktiven Welt und Magie. Der Schreibstil richtet sich vor allem an ein jugendliches Publikum. Den ersten Band begann Paolini im Alter von 15 Jahren zu schreiben, das entspricht dem Alter des Titelhelden zu Beginn der Erzählung.
Das erste Buch erreichte schon kurz nach Erscheinen am 22. April 2004 den zweiten Platz in der Bestsellerliste der New York Times. Band 2 wurde im Herbst 2005 veröffentlicht. Der vom Autor für den dritten Band vorgesehene Inhalt erwies sich während der Entstehung als zu umfangreich, sodass er geteilt werden musste. Band 3 erschien am 20. September 2008 auf Englisch, die deutsche Ausgabe am 25. Oktober 2008. Der vierte und letzte Teil erschien am 8. November 2011 auf Englisch und am 19. November 2011 auf Deutsch. Die ersten drei Bände wurden von Joannis Stefanidis, der vierte von Michaela Link ins Deutsche übersetzt. Sie erschienen beim cbj Kinderbücher Verlag. Die Coverabbildungen aller vier Bände wurden vom Buchillustrator John Jude Palencar gestaltet.

## Handlung

### Das Vermächtnis der Drachenreiter
(Originaltitel: Eragon)
Der 15-jährige Eragon wohnt seit dem Verschwinden seiner Mutter als Waise bei seinem Onkel Garrow und seinem Cousin Roran und lebt am Rande des kleinen Dorfes Carvahall im Palancar-Tal das Leben eines einfachen Bauern. Eines Tages findet Eragon bei der Jagd im Buckel, einer Bergkette, einen großen blauen Stein. Nach einiger Zeit entpuppt selbiger sich als Drachenei, aus dem später ein Junges schlüpft. Durch Eragons Berührung entsteht eine Verbindung zwischen den beiden, welche sie zu Drache und Drachenreiter werden lässt. Da Eragon nichts über Drachen weiß, lässt er sich von dem alten Geschichtenerzähler Brom einiges über sie erzählen und auch einige Namensvorschläge machen. Eragon entscheidet sich gemeinsam mit dem Drachenweibchen, mit dem er nach kurzer Zeit beginnt, mithilfe seines Geistes zu sprechen, für „Saphira“. Als Saphiras Existenz Galbatorix, dem amtierenden König des Imperiums, bekannt wird, schickt er die Ra'zac, um ihn zu sich bringen zu lassen. Galbatorix ist ein abtrünniger Drachenreiter, der vor etwa hundert Jahren einen Aufstand gegen den Orden der Drachenreiter anzettelte und – wie er glaubt –, alle Drachenreiter auf grausamste Weise tötete.
Während Eragons Abwesenheit zerstören die Ra'zac den Hof und töten dabei Garrow, Eragons Onkel. Weil er Carvahall vor weiteren Übergriffen schützen und seinen Onkel rächen will, flieht Eragon zusammen mit Brom aus dem Palancar-Tal. Brom schenkt Eragon Zar'roc, ein altes Schwert mit blutroter Klinge, welches Brom einem früheren Drachenreiter abgenommen hatte, ihm jedoch nicht dessen Namen verrät. Während der Reise wird Eragon von Brom im Schwertkampf und anderen Fertigkeiten, zum Beispiel der Anwendung der Magie, ausgebildet. Brom stellt sich als Magier mit weitreichendem Wissen heraus, weigert sich aber, Eragon und Saphira über seine Vergangenheit aufzuklären.
Mithilfe Jeods, eines Händlers in der Stadt Teirm und ein Freund Broms, gelingt es ihnen den Unterschlupf der Ra’zac ausfindig zu machen. Sie verstecken sich auf dem Helgrind, einem steilen Berg in der Nähe der Stadt Dras-Leona. Eragon trifft in Teirm auf die Kräuterhexe und Wahrsagerin Angela, deren Werkatze Solembum ihm einen rätselhaften Rat gibt, den er verständnislos annimmt. Anschließend reisen Brom und Eragon nach Dras-Leona, dort werden sie jedoch von den Ra’zac gefangen genommen. Kurz bevor die Ra’zac den für sie wertlosen Brom töten können und auch darüber nachdenken, Eragon zu ermorden, taucht Murtagh, der Sohn des Verräters Morzan (was Eragon jedoch erst später erfährt), auf und befreit sie. Brom wird jedoch im Kampf mit den Ra’zac tödlich verletzt, doch berichtet er Eragon mit seinen letzten Atemzügen, dass er ebenfalls ein Drachenreiter war und dass der Name Saphira einstmals von seinem, schon lange verstorbenen, Drachen getragen wurde.
Eragon, Saphira und Murtagh machen sich auf den Weg Richtung Gil’ead, wo es laut Saphira, der Brom bereits lange vor seinem Tod weiterführende Informationen gab, einen Mann gibt, der sie zu den Varden, einer versteckt lebenden Gemeinschaft von Menschen, die Galbatorix die Gefolgschaft verweigern, führen könne. Dort wird Eragon von dem in Galbatorix’ Diensten stehenden Schatten Durza erneut gefangen genommen. Murtagh und Saphira können ihn und eine Elfe namens Arya, von der Eragon schon seit einiger Zeit Visionen gehabt hatte, aus dem dortigen Gefängnis befreien. Kurz bevor sie fliehen können, werden sie von Durza aufgehalten. Nur mit der Hilfe von Saphira können sie schließlich entkommen.
Nach einem fast tödlichen Kampf mit einer Armee von Urgals können sie zu den Varden gelangen, welche in Farthen Dûr, der Hauptstadt der Zwerge, untergetaucht sind. Murtagh, der als Sohn Morzans bekannt ist und sich weigert, seinen Geist von Magiern auf eine feindliche Gesinnung untersuchen zu lassen, wird zunächst eingesperrt, um den Varden keine Probleme zu machen. Eine alte Frau bittet Eragon, den ihr anvertrauten Säugling namens Elva zu segnen, und er wählt einen Satz in der alten Sprache, der übersetzt lautet: „Mögen Glück und Zufriedenheit dir folgen und möge das Unheil deinen Weg meiden“ (Atra Gülai un Ilian tauthr ono un atra ono Waise skölir fra Rauthr).
Kurz danach greift eine riesige Armee von Urgals Farthen Dûr über Tunnel an. Während der bald folgenden Schlacht tritt Durza abermals auf und kämpft gegen Eragon. Dieser schafft es durch ein Ablenkungsmanöver Saphiras und Aryas, bei dem sie den riesigen Sternsaphir Isidar Mithrim zerstören, dem Schatten sein Schwert ins Herz zu stoßen und ihn zu vernichten. Doch Durza konnte Eragon während des Kampfes aufgrund seiner Überlegenheit schwer am Rücken verwunden und daraufhin fällt Eragon in Ohnmacht.
Während Eragon bewusstlos ist, nimmt ein fremdes Wesen, das sich Togira Ikonoka („der unversehrte Krüppel“) nennt, mit Eragon im Geist Kontakt auf und hilft ihm dabei, die durch Durzas Tod freigelassenen Geister zu bekämpfen. Zudem fordert er Eragon auf, zur Elfenhauptstadt Ellesméra zu kommen, um seine Drachenreiterausbildung abzuschließen. Eragon willigt ein und erwacht daraufhin aus dem Koma. Doch die Heilmethoden von Angela haben ihn nicht vollständig von der Verletzung befreit: Eine große Narbe verbleibt auf seinem Rücken.

### Der Auftrag des Ältesten
(Originaltitel: Eldest)
Durch die Narbe vom Kampf mit Durza wird Eragon Opfer eines Fluches, der ohne Vorwarnung Anfälle und schmerzhafte Krämpfe auslöst. Nachdem die Schlacht geschlagen und von den Varden gewonnen wurde, geraten die Verfolger der flüchtenden Urgals in einen Hinterhalt. Dabei werden Murtagh und die Zwillinge, die die Anführer der Magier der Varden sind, gefangen genommen und verschleppt, der Anführer der Varden, Ajihad, wird getötet.
Nach Ajihads Tod brauchen die Varden einen neuen Anführer und ein Machtkampf entbrennt. Eragon schwört schließlich Ajihads Tochter Nasuada Gehorsam und Treue und durchkreuzt damit die Pläne des machtgierigen Ältestenrates. Um das Einflussverhältnis zu neutralisieren, tritt er außerdem auf Hrothgars Angebot dem Dûrgrimst Ingietum bei, dem herrschenden Zwergenclan, sodass am Ende alle gleich viel Einfluss auf Eragon haben: Den Varden hat er seine Hilfe versprochen, die Zwerge können ihr Anrecht auf ihn mit seiner Clanzugehörigkeit begründen und die Elfen werden seine Ausbildung vervollständigen, sodass er auch ihnen verpflichtet ist.
Nachdem sie sich genug mit Ränkeschmieden abgeplagt haben, begeben sich Eragon und Saphira mit dem Zwerg Orik und Arya zu den Elfen in Du Weldenvarden, um ihre Ausbildung als Drache und Reiter zu vollenden. In Ellesméra, der Hauptstadt der Elfen, lernt er seinen Lehrer Oromis, der unter einer ähnlichen Krankheit wie Eragon leidet, kennen. Oromis war es, der nach der Schlacht als Togira Ikonoka Kontakt mit Eragon aufgenommen hatte. Er ist der Drachenreiter von Glaedr, einem riesigen, goldenen Drachen, der im Kampf das linke Vorderbein verloren hat. Zusammen sind sie Galbatorix entkommen und verstecken sich vor ihm.
Während des Agaetí Bloëdhren, der Blutschwur-Zeremonie, eines Festes, das den Zusammenschluss der Elfen und Drachen feiert und nur alle 100 Jahre stattfindet, wird Eragons Körper durch die mächtige Drachenmagie geheilt und verändert. Fortan besitzt er das Aussehen eines Elfen und deren körperliche Fähigkeiten.
Während Eragon in Ellesméra ist, wird sein Heimatdorf Carvahall von Soldaten des Imperiums und den Ra’zac belagert, da Galbatorix Roran, Eragons Cousin, fangen und als Geisel gegen Eragon verwenden will. Roran, der nun Hammerfaust genannt wird, da er im Kampf seinen Hammer einem Schwert vorzieht, verteidigt jedoch mit den Einwohnern seine Heimat tapfer. Da bisher alle Angriffe auf das Dorf fehlschlugen, entführen die Ra’zac Rorans Verlobte Katrina, um diesen unter Druck zu setzen. Die Einwohner von Carvahall müssen das Dorf schließlich aufgeben und fliehen nach Narda, einem kleinen Ort am Meer. Von dort fahren sie mit dem Schiff nach Teirm, wo sie zufällig Jeod, einen Händler und heimlichen Verbündeten der Varden, treffen. Er erkennt Roran und erzählt ihnen von Eragons Erlebnissen und dass es unter den Varden einen Verräter geben müsse, weil seit einiger Zeit keines seiner Schiffe sein Ziel erreicht habe. Zusammen beschließen sie, ein Kriegsschiff des Königs, die Drachenschwinge, zu stehlen und mit ihm nach Surda, dem einzigen unabhängigen Königreich in Alagaësia, zu segeln. Das Vorhaben gelingt und sie reisen nach Dauth, einer Hafenstadt in Surda. Dort gehen die meisten Carvahaller an Land, doch Roran fährt mit ein paar Dorfbewohnern den Fluss hinauf in Richtung der Du Völlar Eldrvarya, den brennenden Steppen, um den Varden in einer neuen Schlacht beizustehen.
Währenddessen schreitet Eragons Ausbildung in Ellesméra voran. Eines Tages sieht er mit der Traumsicht, einem Zauber, um andere auch aus großer Entfernung zu beobachten, dass die Varden und das Königreich Surda mitten in Kriegsvorbereitungen sind. Galbatorix will Surda einnehmen. Eragon bricht mit Saphira und Orik sofort auf. Die Armee des Imperiums ist in der Überzahl, doch die Varden können die Schlacht mit Hilfe der überraschend erscheinenden Zwerge gewinnen. Im Kampf taucht ein blutroter Drache auf, dessen Reiter Hrothgar, den König der Zwerge, tötet. Nach einem verlorenen Duell gegen diesen erkennt Eragon in ihm seinen einstigen Freund Murtagh, der bei der Schlacht um Farthen Dûr von Urgals entführt und für tot gehalten worden war. Doch Murtagh ist nicht mehr derselbe, denn er ist gemeinsam mit seinem Drachen Dorn gezwungen, Galbatorix durch einen bindenden Eid, geleistet in der alten Sprache – in der es unmöglich ist zu lügen – zu dienen. Murtagh offenbart Eragon, dass Saphira der einzige verbliebene weibliche Drache auf der Welt ist. Ferner erklärt er, dass Eragon der zweite Sohn Morzans und somit Murtaghs jüngerer Bruder sei. Nachdem er ihm sein Schwert, Zar’roc, abgenommen hat, kehrt Murtagh jedoch unverrichteter Dinge zu Galbatorix zurück, ohne den Auftrag, Eragon zu Galbatorix zu bringen, erfüllt zu haben. Denn obwohl er seinen Bruder im Kampf geschlagen und überwältigt hat, ist es Eragon gelungen, Murtagh zu überreden, ihn entkommen zu lassen. Nach der Schlacht trifft Eragon seinen Cousin Roran wieder und verspricht ihm, dass sie zusammen Katrina aus der Gefangenschaft der Ra’zac befreien werden.

### Die Weisheit des Feuers
(Originaltitel: Brisingr)
Eragon, Saphira und Roran reisen zum Helgrind, um Katrina aus der Gefangenschaft der Ra’zac zu befreien, was ihnen erfolgreich gelingt. Zudem töten sie die Kreaturen und deren Eltern, die Flugrösser, auch Lethrblaka genannt. Unvorhergesehen findet Eragon in Helgrind auch Sloan, Katrinas Vater, was er Roran und Katrina jedoch verheimlicht. Dies stellt ihn jedoch vor das Problem, dass er Sloan von dort befreien muss, weil er sich nicht dazu in der Lage sieht, ihn zu töten. Deshalb bleibt er unter dem Vorwand, den verbliebenen Ra’zac töten zu wollen, allein im Helgrind zurück und schickt Katrina und Roran auf dem Rücken von Saphira auf die Rückreise zu den Varden. Anschließend sieht er sich gezwungen, zu Fuß durch das Königreich nach Surda zu reisen. Währenddessen muss Nasuada die Herausforderung des Anführers eines Stammes, der die Varden unterstützt, Fadawar, annehmen, um ihre Führungsposition bei den Varden sicherzustellen. Das Ritual namens „Probe der langen Messer“ sieht vor, dass derjenige siegreich hervorgeht, der sich mehr Schnitte am Arm beibringen kann und dazu in der Lage ist, den Schmerz länger zu überstehen. Mit Hilfe von Elva, dem kleinen Mädchen, das Eragon mit den falschen Worten gesegnet hat, gelingt es Nasuada, Fadawar zu übertreffen. Nach der Rückkehr von Saphira und Roran zu den Varden macht sich Arya auf ins Imperium, um Eragon dort aufzuspüren und für seine sichere Rückkehr Sorge zu tragen. Die beiden finden sich schließlich in einer Herberge in Eastcroft und setzen von dort die Reise gemeinsam fort, wobei sie die Zeit nutzen, mehr übereinander in Erfahrung zu bringen.
Zurück bei den Varden begleicht Eragon alte Schulden und löst einige Versprechen ein. Unter anderem versucht er, seinen missglückten Zauberspruch bei seinem Segen für Elva zu reparieren, ohne vollständig erfolgreich zu sein. Als sich alle im Lager der Varden auf die Hochzeitsfeier von Roran und Katrina vorbereiten, erscheinen ungebetene Gäste: Schiffe voll von Galbatorix’ Soldaten und der rote Drache Dorn mit Murtagh, der den Auftrag hat, Eragon und Saphira gefangen zu nehmen und zu Galbatorix zu bringen. Vor dem Duell der Drachenreiter zeigt Eragon Murtagh und Dorn einen Weg auf, von Galbatorix’ Bann freizukommen. Sie müssten ihr Wesen und damit ihren wahren Namen ändern, um seiner Kontrolle zu entgehen. Im folgenden Zweikampf ist Saphira Dorn fliegerisch überlegen und Eragon kann mit Hilfe von Arya und zwölf Magiern der Elfen, welche die Königin der Elfen, Islanzadi, zu seinem Schutz gesandt hat, den magischen Angriffen von Murtagh widerstehen. Murtagh und Dorn gelingt jedoch die Flucht. Zu ihrem Schrecken entdecken die Varden, dass Galbatorix einige Soldaten mit einem Zauber von ihrem Schmerzempfinden befreit hat, was es schwieriger macht, diese zu bekämpfen, denn man muss ihnen den Kopf abschlagen, das Herz durchbohren oder andere tödliche Verletzungen zufügen.
Nach der Hochzeit von Roran erhält Eragon von Nasuada den Auftrag, in Begleitung eines Urgals, die mittlerweile Verbündete sind, zu den Zwergen nach Farthen Dûr zu reisen, um sicherzustellen, dass diese einen Nachfolger zum König wählen, der die Sache der Varden unterstützt. Saphira bleibt zurück, um die Abreise Eragons möglichst lange geheim zu halten. Die Armee der Varden bricht währenddessen nach Feinster auf, um die Stadt einzunehmen. Die Krieger der Elfen haben mittlerweile ebenfalls Du Weldenvarden verlassen, um das Imperium anzugreifen und insbesondere Gil’ead einzunehmen. Roran wird von Nasuada auf diverse Missionen geschickt, um seine Führungsqualitäten zu testen. Roran widersetzt sich dabei dem Anführer seines Trupps, Edric, weil er Edrics Taktik für reinen Selbstmord hält, und rettet so die Krieger. Er selbst tötet in diesem Gefecht 193 Gegner, also ungefähr ein Drittel des gegnerischen Soldatentrupps. Nasuada lässt ihn für seinen Befehlsverweigerung gegenüber Edric auspeitschen, um die Disziplin der Varden zu erhalten. Am darauffolgenden Tag übergibt sie ihm aber ein eigenes Kommando über ein gemischtes Kontingent von Menschen und Urgals. Dort muss er nach einem Einsatz die Herausforderung eines Urgals annehmen, um seine Führungsposition zu behaupten. Es gelingt ihm, zur Überraschung aller Beteiligten, diesen in einem Ringkampf zu besiegen.
In Farthen Dûr verläuft das Clantreffen zur Königswahl quälend langsam. Erst nach einem missglückten Anschlag auf Eragons Leben kommt Dynamik in die Angelegenheit. Orik gelingt es, Vermûnd, den Grimstborith (Oberhaupt) des Clans Az Sweldn rak Anhûin als den Urheber zu überführen und dieser wird von den Clanoberhäuptern verbannt. Bei der anschließenden Wahl kann Orik Kapital aus diesen Ereignissen schlagen und die Mehrheit der Stimmen der Clanführer auf sich vereinigen. Im Rahmen seiner Krönung kann Saphira, die mittlerweile herbeigeeilt ist, ein weiteres Versprechen von Eragon und ihr einlösen und Isidar Mithrim, den Sternsaphir der Zwerge, mithilfe von unberechenbarer Drachenmagie in neuem Glanze erstrahlen lassen. Anschließend machen sich Saphira und Eragon auf nach Ellesméra, wo Eragon von Oromis und Glaedr in Erfahrung bringen will, woraus Galbatorix seine Stärke schöpft, um ihn möglicherweise besiegen zu können. Obwohl die Belagerung von Feinster unmittelbar bevorsteht, gewährt Nasuada es ihm, seinem Wunsch nachzugehen. Es bleibt ihnen jedoch wenig Zeit, denn die Varden sind ohne sie verwundbar. In Ellesméra erfährt Eragon, dass Brom und nicht Morzan sein Vater war und seine Mutter, die einst die „Schwarze Hand“ von Morzan war, vor ihrem Tod die Varden unterstützt hatte. Glaedr klärt ihn darüber auf, dass Galbatorix seine Kraft aus Eldunarí, den so genannten Herzen der Herzen, Seelenhorten von verstorbenen Drachen, die in einer Art Edelsteinen weiterleben, zieht. Galbatorix hat fast sämtliche dieser Herzen erbeutet und sich die Drachen in ihnen unterworfen. Er lernt das Befördern von Gegenständen mit Magie. Ferner schmiedet Eragon dort mit Hilfe von der Elfenschmiedin Rhunön, die alle Drachenreiterschwerter geschmiedet hat, sein neues Schwert Brisingr („Feuer“ in der alten Sprache), welches unerwartet die Eigenschaft entwickelt, entlang seiner Klinge in Flammen auszubrechen, wenn Eragon es beim Namen nennt. Daraufhin verlässt er zusammen mit Oromis und Glaedr Du Weldenvarden in Richtung Feinster, während die anderen beiden nach Gil’ead reisen, um dort die Elfen offen im Kampf gegen Galbatorix zu unterstützen. Bevor ihre Wege sich trennen, vertrauen sie Eragon und Saphira den Eldunarí von Glaedr an.
Als die beiden in Feinster ankommen, haben Arya und die Elfenmagier bereits den Angriff auf die Stadt gestartet, um die Tore für ihre Mitstreiter zu öffnen, sind jedoch in Bedrängnis. Eragon und Saphira kommen gerade zur rechten Zeit. Mit Hilfe von Eragon und Saphira können die Varden die Stadt schnell einnehmen und die Erstürmung des Bergfrieds in Angriff nehmen, wo drei Magier des Imperiums gerade dabei sind, einen Schatten zu beschwören, als Eragon, Arya und Saphira auf sie treffen. Es gelingt den Magiern auch, aber Arya vernichtet ihn, bevor er Schaden anrichten kann. Parallel dazu tobt die Schlacht um Gil’ead, wo sich Oromis und Glaedr ein Duell mit Dorn und Murtagh liefern, der im Kampf jedoch von Galbatorix gesteuert wird. Dieser offenbart, dass er unmittelbar davorsteht, unbesiegbar zu werden und sich als einen Gott betrachtet. Auch Oromis hatte zuvor angedeutet, dass Galbatorix seit Jahren mit irgendetwas beschäftigt ist. Dies könnte im Zusammenhang mit einer Information stehen, die der letzte Ra’zac Eragon vor seinem Ableben gab, wonach Galbatorix den wahren Namen (von wem oder was auch immer) beinahe herausgefunden habe. Mittels des Eldunarí erleben Eragon, Saphira und Arya jedoch mit, wie Galbatorix erst Oromis tötet und Glaedr durch Dorn umgebracht wird. Trotzdem verläuft der Tag siegreich, weil die Städte Feinster und Gil’ead eingenommen werden können. Die Varden bereiten sich nun darauf vor, über Belatona und Dras-Leona nach Urû’baen zu marschieren, um Galbatorix zur letzten Schlacht zu stellen. Eragon schwört sich, alles in seiner Macht Stehende zu tun, um Glaedr und Oromis zu rächen und Alagaësia von Galbatorix’ grausamer Herrschaft zu befreien.

### Das Erbe der Macht
(Originaltitel: Inheritance)
Das Buch beginnt mit dem Angriff der Varden auf Belatona. Während des Kampfes wird Saphira beinahe vom Dauthdaert (wörtlich „Todesspeer“, Name der Lanzen, die einst im Kampf gegen die Drachen von den Elfen gefertigt wurden) Niernen getötet. Der Speer ist laut den Elfenmagiern fähig, alle Schutzzauber zu durchdringen. Eragon und Arya finden und überwältigen den Herrscher der Stadt Fürst Bradburn und bringen die Bewohner der Stadt somit unter die Kontrolle der Varden. Nach der Schlacht um Belatona bietet Grimrr Halbtatze, der Anführer der Werkatzen, Nasuada an, an der Seite der Varden gegen das Imperium zu kämpfen. Die von Grimrr gestellten Bedingungen werden akzeptiert und die Varden bekommen weitere, hilfreiche Mitstreiter.
Nach ein paar Tagen wird Roran nach Aroughs geschickt, um den dort positionierten Varden zu helfen, die Stadt einzunehmen, damit die Varden nicht an zwei Fronten kämpfen müssen. Dort angekommen entwickelt er einen beinahe unmöglichen Plan, um die Stadtmauern zu durchbrechen: Sie benutzen Lastschiffe, die auf Kanälen in die Stadt gelangen können, als Rammböcke und brechen auf diese Art im Morgengrauen in die Stadt ein. Es gelingt ihnen schlussendlich, Aroughs einzunehmen. Carn, ein Magier der Varden, wird von einem feindlichen Magier getötet. Roran wird bei dem Angriff auf Aroughs durch einen Pfeil schwer verletzt, überlebt jedoch. Danach kehrt Roran zum Lager der Varden zurück, welches jetzt vor Dras-Leona liegt.
Jeod findet in alten Schriftrollen einen geheimen Tunnel in die Stadt hinein. Eragon führt eine kleine Gruppe, bestehend aus Angela, Solembum, Arya und Wyrden, einem Elfen, durch die Gänge des Labyrinths unter Dras-Leona. Sie werden von Soldaten entdeckt und versuchen zu fliehen. Wyrden stirbt in einer Falle und Angela wird in einen verborgenen Raum gezerrt. Danach werden Arya und Eragon gefangen genommen, Eragon wird Aren, der Gürtel von Beloth dem Weisen und sein Schwert Brisingr entzogen. Es stellt sich heraus, dass die Angreifer Priester vom Helgrind sind und sie an zwei bald schlüpfende Ra’zac verfüttern wollen, welche noch in ihren Eiern schlummern. Wie sie von den Priestern erfahren, gibt es noch viel mehr Ra’zac-Eier. Die Eier haben bereits Risse, als Angela auftaucht und beide von ihren Fesseln befreit. Solembum tötet die frisch geschlüpften Ra’zac. Die vier befinden sich immer noch in dem Labyrinth, entdecken aber einen Weg nach oben und landen mitten in einer Zeremonie der Priester. Sie töten sie und finden Aren und Brisingr wieder; der Gürtel bleibt verschollen. Als Nächstes haben sie vor, das Tor der Stadt für die Varden zu öffnen, werden aber von Soldaten entdeckt. Während Saphira Murtagh und Dorn mit einem als Eragon verkleideten Elf ablenkt, benutzt dieser die ganze Energie in Aren, um das Tor aufzusprengen. Daraufhin erobern die Varden Dras-Leona. In der Nacht darauf wird Nasuada von Murtagh und Dorn entführt, was Eragon und die Elfenmagier nicht verhindern können, und Eragon wird daraufhin zum neuen Anführer der Varden.
Nasuada wird von Murtagh nach Urû’baen gebracht, wo sie, in einem großen Verlies auf einen Steinblock gefesselt, gefangen gehalten wird. Kurz darauf besucht König Galbatorix sie persönlich, um sie zu überreden, sich ihm anzuschließen. Als ihm das nicht gelingt, versucht er es mit Foltermethoden: Unter anderem lässt er Nasuadas Arm von fleischfressenden Larven, sogenannten Bohrmaden, malträtieren und attackiert ihren Geist mit bizarren Visionen. Doch diese bleibt standhaft und verweigert dem Tyrannen weiterhin die Treue. Murtagh dagegen, der sich sehr zu Nasuada hingezogen zu fühlen scheint, besucht sie heimlich und verspricht, ihr zu helfen.
Eragon sucht währenddessen verzweifelt eine Möglichkeit, Galbatorix zu stürzen, als er sich an die Prophezeiung von Solembum, der Werkatze, erinnert. Diese gebot ihm, wenn seine Kräfte nicht mehr ausreichen, zum Felsen von Kuthian zu gehen und laut seinen Namen zu sprechen, um das „Verlies der Seelen“ zu öffnen. Er ruft Solembum zu sich, um mehr darüber zu erfahren. In Trance sagt dieser, dass im Buch „Domia abr Wyrda“ etwas dazu stehe. Danach erinnert sich Solembum nicht mehr daran. Eragon liest diesen Teil im Buch und erfährt, dass das Verlies der Seelen auf Vroengard, der verlassenen Insel der Drachenreiter, liegt. Er fragt Glaedr, ob er das Verlies kenne, aber dieser kann sich nicht daran erinnern. Eragon erkennt, dass ein Zauber am Werk ist, der alle Erinnerungen über das Verlies aus den Gedächtnissen löscht. Saphira und er beschließen, mit Glaedrs Eldunarí auf Vroengard nach dem Felsen von Kuthian zu suchen. Auf der Insel entdeckt Eragon viele merkwürdige Kreaturen, welche vor dem Untergang der Drachenreiter noch nicht existierten. Sie versuchen, das Verlies der Seelen zu öffnen, erkennen dann aber, dass sie ihre wahren Namen in der alten Sprache nennen müssen. Tagelang brüten sie darüber, bis schließlich zuerst Saphira und dann Eragon seinen wahren Namen herausfindet. Im Verlies der Seelen finden sie 136 Eldunarí und 243 Dracheneier, beschützt von Cuaroc, einem metallenen Mann mit dem Kopf eines Drachen. Unter den Eldunarí ist auch der des Drachen Umaroth, dessen Reiter Vrael der ehemalige Anführer der Drachenreiter war. Sie nehmen alle Eldunarí bis auf fünf, welche zum Schutz der Dracheneier zurückbleiben, mit, um für den Kampf gegen Galbatorix gerüstet zu sein. Nachdem sie die Höhle verlassen haben, vergessen sie die Eier durch einen Zauber, der verhindern soll, dass diese dem Imperium in die Hände fallen.
Sie fliegen nach Urû’baen, um mit den Varden zusammen die Stadt anzugreifen. Es gelingt Eragon mit den Elfenmagiern, Arya, Elva und Saphira zusammen, in die Zitadelle von Galbatorix einzubrechen und alle Fallen zu überwinden. Vor dem Thronsaal werden alle Elfen bis auf Arya auf seltsame Weise entführt. Als sie im Thronsaal auf Galbatorix treffen, der sie bereits erwartet hatte, erzählt er ihnen, dass er unbesiegbar sei, weil er den wahren Namen der alten Sprache herausgefunden habe, mit dessen Hilfe er die Magier von Alagaësia kontrollieren wolle. Er weiß aber selbst nicht oder weiß nicht, dass Eragon weiß, dass man auch ohne Hilfe der alten Sprache Magie wirken kann. Wenngleich er den Zauber in der Präsenz Eragons ausspricht, kann dieser sich kraft eines Gedankenzaubers nicht an ihn erinnern. Um Zeit zu schinden, fordert Eragon Galbatorix zu einem Schwertkampf heraus. Dieser befiehlt aber, dass Murtagh für ihn antreten solle. Es ist ein sehr ausgeglichener Kampf, bis es Eragon mit einer gewagten Täuschung gelingt, Murtagh das Schwert in den Bauch zu stoßen. Alsdann attackieren alle gemeinsam, einschließlich Murtagh und Dorn, welche nicht mehr an Galbatorix gebunden sind, weil sich ihre wahren Namen gewandelt haben, Galbatorix und seinen gigantischen Drachen Shruikan. Doch Galbatorix ist immer noch zu stark und attackiert Eragon nun seinerseits mit seinem Geist, um ihn seinem Willen zu unterwerfen. Aber dieser kann mit Hilfe der Eldunarí ohne Worte einen Zauber wirken, der Galbatorix verstehen lässt, was er den Völkern von Alagaësia für ein Leid angetan hat. Gleichzeitig ersticht Arya mit dem Dauthdaert Shruikan. Seine Schmerzen sind so extrem, dass Galbatorix es nicht mehr aushält und sich mit einer gewaltigen Explosion selbst vernichtet. Während Eragon sich und seine Begleiter mit der Energie der Eldunarí in letzter Sekunde schützen kann, sprengt die Explosion Teile der Zitadelle und ihrer Umgebung weg. Die Druckwelle und umherfliegende Trümmer haben bis zur Stadtmauer hin teils tödliche Folgen.
Murtagh und Dorn sind befreit und beschließen, nachdem sie sich von Eragon verabschiedet und ihm den Namen der alten Sprache verraten haben, in den Norden zu fliegen, um sich in Ruhe zu besinnen. Arya und die Elfenmagier finden das grüne Ei und die vielen Eldunarí aus Galbatorix Besitz sowie mehr als hundert Schwerter der getöteten Drachenreiter. Nasuada, die die Gefangenschaft überlebt hat, wird nach einem heftigen Wortgefecht schließlich zur Königin über Alagaësia ernannt, schenkt Surda jedoch einen Teil der südlichen Städte. Eragon bekommt den Auftrag, das Land mithilfe des wahren Namens der alten Sprache von Galbatorix Magie zu bereinigen. Roran wird zum Graf des Palancar-Tals ernannt und nennt seine Tochter Ismira. Arya kehrt zu ihrem Volk zurück und wird die Königin der Elfen, nachdem ihre Mutter in der Schlacht von Urû’baen getötet wurde. Der grüne Drache Fírnen schlüpft bei ihr und sie wird eine Drachenreiterin. Als Eragon den Drachen kennenlernt, verrät Arya ihm ihren wahren Namen und er ihr seinen.
Eragon und Saphira erinnern sich an die Dracheneier und versuchen, einen passenden Ort für die Ausbildung der kommenden Drachenreiter zu finden. Da Vroengard ein zu gefährlicher Ort ist und sie sonst keine passende Alternative haben, beschließen sie, außerhalb Alagaësias, im Osten, einen passenden Ort zu suchen. Vor ihrer Reise holen sie die Eier aus dem Verlies der Seelen und fliegen nach Ellesméra, um einen Zauber zu wirken, der auch Urgals und Zwergen ermöglicht, Drachenreiter zu werden. Danach reisen sie mit ungefähr zwanzig Elfen, den Eldunarí und den Dracheneiern per Schiff nach Osten. Eragon verabschiedet sich schließlich zuerst von Roran und dann von Arya. Der Abschied von Arya fällt ihm sichtlich schwer und später erlaubt er sich zum ersten Mal, über den Abschied zu weinen. Doch als Saphira ihm versichert, dass sie nicht alleine sein werden, kann er wieder lächeln, bevor sie weiter den Fluss hinunter in eine ungewisse Zukunft segeln.

## Völker
Folgende Völker kommen neben den Menschen hauptsächlich in der Eragon-Tetralogie vor:
DrachenDie Drachen sind das älteste Volk in Alagaësia, besitzen Flügel und sind unvermutet intelligent. Ihre Schuppen können nahezu jede Farbe haben und sind sehr widerstandsfähig. Wenn die Drachen geschlechtsreif werden, entwickeln sie die Fähigkeit Feuer zu speien. Im Verlauf der Handlung wird deutlich, dass die Drachen sowohl eine Leidenschaft für Rätsel als auch eine Empfänglichkeit für Schmeicheleien ihr Eigen nennen. Früher waren die Drachen in einen Streit mit den Elfen verwickelt, was der Grund für die Gründung der Drachenreiter war. Drachen disponieren zudem über sogenannte Eldunarí, Seelensteine in ihrem Inneren, die sie bei Bedarf ausspeien können. Die Seelen in einem solchen Eldunarí leben auch nach dem Tod des Drachen weiter und ermöglichen einem Besitzer, ihre Energie ohne Verlust durch bspw. weite Distanz zum Drachen zu nehmen.
ElfenDie Elfen sind magiebegabte Wesen und haben somit verbesserte Sinne und mehr Kraft als die Menschen. Außerdem sind sie gegen zahlreiche Krankheiten immun und können nur durch Gewalteinwirkung sterben. Zudem besitzen sie eine helle Haut, haben spitze Ohren und schräg stehende Augen. Ihre Haare sind zumeist schwarz oder silbrig. Des Weiteren werden Elfen als sehr naturverbundene Wesen beschrieben, die Pflanzen und Tiere als sehr wichtig erachten. Im Volksmund sind Elfen auch als das „schöne Volk“ bekannt.
ZwergeDie Zwerge sind kleinwüchsige Wesen (ungefähr 1 Meter groß), die zumeist lange Bärte tragen. Sie besitzen trotz ihrer geringen Körpergröße viel Kraft, bauen unterirdische Tunnelsysteme und graben nach Edelsteinen. Bis auf wenige oberflächliche Städte leben die Zwerge unterirdisch. Die Zwerge sind in dreizehn Clans gegliedert, welche teilweise ein zerstrittenes Verhältnis aufweisen. Die Zwerge werden von einem König regiert, der wiederum durch einzelne Vertreter der Clans gewählt wird.
Ra’zac/LethrblakaDie Ra’zac sind äußerlich betrachtet eine verkreuzte Mischung aus Mensch und Vogel mit einem Schnabel im Gesicht, besitzen aber ein Exoskelett aus widerstandsfähigem Chitin. Wenn sie ausgewachsen sind, wachsen ihnen Flügel und ihr Körper verändert sich, bis dieser einem Drachen ähnelt. Diese Lethrblaka sind gleichermaßen Eltern und Flugtiere der Ra’zac. Ihr Atem wirkt betäubend, weshalb sie erfolgreiche – wenn auch nachtaktive – Jäger sind. Sie sind von Natur aus bösartig und grausam, denn sie ernähren sich hauptsächlich von Menschen.
UrgalsUrgals sind ungefähr zwei Meter große Geschöpfe, die in Alagaësia einen blutrünstigen Ruf besitzen, da sie oft Dörfer von Menschen angreifen und verwüsten. Zudem weisen sie sehr kriegslüsterne Charaktereigenschaften auf. Ihre kräftigen Körper ermöglichen ihnen tagelanges Durchhaltevermögen ohne Versorgung. Des Weiteren gibt es eine Untergattung der Urgals, sogenannte Kull, die noch stärker und bedeutend größer sind. Weibliche Urgals erwählen nur diejenigen zu ihren Brutpartnern, die im Kampf mindestens drei Feinde besiegt haben.
WerkatzenDie Werkatzen sind magische verwandlungsfähige Wesen. Sie können entweder die Gestalt von Katzen oder kleinen Menschen annehmen. Außerdem sind alle Werkatzen in der Lage mit ihrem Geist zu kommunizieren, da sie in ihrer Tiergestalt nicht reden können.
Geister/SchattenGeister sind Wesen aus Energie. Beschwört eine Person einen oder mehrere Geister, die er nicht zu steuern vermag, übernehmen diese die Kontrolle über dessen Körper und ein Schatten mit übermenschlicher Kraft entsteht.
Das graue VolkDas graue Volk wird im Laufe der Handlung nur erwähnt und nicht genau beschrieben. Die Mitglieder dieses magiebegabten Volkes hatten in Alagaësia gelebt, bevor andere Völker dorthin gekommen waren, und ihre Sprache (die „alte Sprache“) an die Magie gebunden und diese somit kontrollierbarer und sicherer gemacht.

## Drachenreiter
Der Bund der Drachenreiter wurde ursprünglich ins Leben gerufen, um den Streit zwischen den Elfen und Drachen zu beenden. Die Menschen wurden dem Bund erst später hinzugefügt. Nach dem Sturz der Drachenreiter schlüpften lange Zeit keine Drachen, bis Saphira bei Eragon schlüpfte. Nach dem Sturz Galbatorix’ wurde beschlossen, dass wieder ein Zeitalter der Drachenreiter beginnen solle, zudem wurden Zwerge und Urgals in den Bund integriert.

## Alagaësia
Alagaësia besteht aus zwei menschlichen Königreichen sowie dem Reich der Zwerge und dem der Elfen. Das bei Weitem größere der menschlichen Königreiche ist das Imperium, das von dem Tyrann Galbatorix regiert wird. Galbatorix ist ein Drachenreiter, dessen Drache lange vor der Haupthandlung des Buches während eines Urgal-Überfalls getötet wurde. Aus Verzweiflung und Wut darüber, dass ihm die Ältesten des Drachenreiterordens einen neuen Drachen verweigerten, wurde er zum Verräter. Mit Hilfe des jungen Drachenreiters Morzan raubte er den Jungdrachen Shruikan für sich und ermordete nach und nach alle Mitglieder des Drachenreiterordens bis auf die, die sich ihm freiwillig anschlossen, die sogenannten 13 Abtrünnigen. Gemeinsam mit diesen tötete er alle anderen Drachenreiter bis auf Oromis und Brom und riss die Herrschaft über das Land an sich.
Mit dieser Entwicklung unzufrieden, spaltete sich im Süden des Imperiums eine Region ab, die das deutlich kleinere Königreich Surda darstellt. Die nichtmenschlichen intelligenten Kulturen zogen sich aus dem Kerngebiet des Imperiums zurück. Die Elfen leben seit dem Niedergang der Drachenreiter zurückgezogen in dem Zauberwald Du Weldenvarden, die Zwerge bewohnen die schwer zugängliche Bergregion des Beor-Gebirges im Südosten des Kontinents. Eine besondere Rolle spielen die Varden (aus der alten Sprache für Wächter), eine Organisation menschlicher (später auch zwergischer und urgalischer) Rebellen, die das Land von der Herrschaft Galbatorix’ befreien wollen und ihn und, unter Nasuadas Führung, das Imperium bekämpfen. Sie haben sich mit den Zwergen verbündet und leben zusammen mit ihnen in Farthen Dur im Beor-Gebirge. Im Verlauf der Geschichte müssen sie jedoch nach Surda weiterziehen.
In der Mitte des Landes erstreckt sich die große, kaum besiedelte Hadarac-Wüste. Im äußersten Nordwesten liegt die Insel Vroengard mit Dorú Areaba als Hauptstadt. Sie war zur Drachenreiterzeit der Hauptsitz der Drachenreiter, ist mittlerweile jedoch zur Ruine verfallen. Außerdem findet sich im Südwesten des Kontinents eine kleinere Inselgruppe.

### Das Imperium
Das Imperium ist das Königreich von Galbatorix. Es grenzt im Norden an das Nordmeer, im Nordosten an Du Weldenvarden, im Westen an das Große Meer, im Süden an Surda, im Osten an die Hadarac-Wüste und im Südosten an das Beor-Gebirge. Die Hauptstadt des Imperiums ist Urû’baen. Von dort aus regiert König Galbatorix das Land mit diktatorischer Gewalt.
An der Westküste Alagaësias erstreckt sich von Nord bis Süd der Buckel, ein bewaldetes Gebirge. Viele Leute fürchten das Gebiet, da mit der Zeit viele unheimliche Geschichten über den Buckel entstanden sind. So soll dort einmal die Hälfte von Galbatorix’ Armee spurlos verschwunden sein. Im südlichen Teil sind die Urgals beheimatet. Im Norden des Buckels liegt der Ort Carvahall. Westlich des Gebirgszuges liegt unter anderem Teirm, welches ein bedeutender Handelsplatz ist und aufgrund äußerer Bedrohungen als Festungsstadt mit einer gewaltigen Stadtmauer und einer Burg angelegt wurde.
Weiter südlich und deutlich weiter im Osten liegt die Hauptstadt des Reiches. Urû’baen liegt zentral im Imperium am Fluss Ramr. Sie ist eine von den Elfen erbaute Stadt und hieß früher Ilirea. Dras-Leona liegt westlich von Urû’baen am riesigen Leona-See. In ihrer Nähe befindet sich der schwarze Granitberg Helgrind und Edur Ithindra, ein verfallener Elfenwachturm. Die Gläubigen einer grausamen Religion in der Stadt beten die Ra’zac, die ihren Nistplatz im Helgrind haben, an, bezeichnen sie als die „ehrwürdigen Alten“ und bringen Blutopfer ihres eigenen Körpers für sie dar.
Die Hadarac-Wüste ist ein riesiges, trockenes Gebiet an der Ostgrenze des Imperiums, mitten in Alagaësia. Einst lebten die Zwerge und Drachen in diesem Gebiet, bevor es zu trocken wurde und die Zwerge ins südlich gelegene Beor-Gebirge umzogen.
Der kleine Landstrich der Brennenden Steppen weit im Süden ist völlig unbewohnt. Der Boden ist unfruchtbar und es schießen ununterbrochen Feuerfontänen aus dem Boden. Vor langer Zeit kämpften hier die Drachenreiter gegen die Abtrünnigen. Die Drachen setzten mit ihren Feuerstößen den Boden in Brand, und bis heute glimmt das Feuer dort weiter; da es unter der Rußkruste weitreichende Torfvorkommen gibt, ist der Bereich bis 10 Meter über dem Boden mit giftigem Dampf überzogen. Der Name in der alten Sprache der Brennenden Steppen ist Du Völlar Eldrvarya.

### Surda
Surda ist ein kleines, selbstständiges Königreich, das im Süd-Westen des Imperiums liegt, im Osten an das Beor-Gebirge angrenzt und von König Orrin regiert wird. Surda spaltete sich ab, als Galbatorix die Macht an sich riss. Das kleine Land hat immer Angst vor einer Invasion seines mächtigen Nachbarn, deswegen arbeitet das Königreich – zunächst noch heimlich, später offen – mit den Varden zusammen und versucht, Galbatorix zu stürzen. Die Hauptstadt Surdas ist Aberon, sie liegt im südöstlichen Teil Surdas. Nachdem die letzte Schlacht geschlagen worden ist, vergrößert Königin Nasuada es auf den Wunsch König Orrins hin um fast das Doppelte. Nasuada aber übernimmt bis auf die Stadt Teirm den Rest des Imperiums.

### Du Weldenvarden
Du Weldenvarden ist der Wald, in dem die Elfen seit Galbatorix’ Machtübernahme leben. Er liegt im Norden und vor allem Nordosten Alagaësias. Die Bäume in Du Weldenvarden sind meistens Kiefern, nur am Rand des Waldes stehen Laubbäume. Sie sind relativ hoch, doch viel erstaunlicher ist ihre Breite: Einige der Bäume haben einen Durchmesser von mehr als zehn Metern. Seinen Namen erhielt der Wald aus der Alten Sprache, er bedeutet „Der schützende Wald“. In diesem Wald leben die Elfen seit mehr als 100 Jahren vor Galbatorix. Zentral in diesem Wald liegt die Elfenhauptstadt Ellesméra, das wie der ganze Wald durch Magie versteckt und somit enorm schwer aufzufinden ist. So kann man zum Beispiel nicht mittels der Traumsicht in den Wald hineinsehen oder von oben herab in ihn hineinfliegen. Auch ihre Verbündeten lassen die Elfen nur selten den sagenhaften Wald betreten. Die Häuser der Elfen sind meist die Bäume selbst. Die Elfen singen den Bäumen in der alten Sprache zu, sodass diese in die gewünschte Form wachsen. In der Nähe der Elfenhauptstadt liegt der „Monolith der Tränen“. Dort brüteten die Drachen, bis Elfen im Drachenkrieg zum Berg schlichen und die Eier der Drachen zerstörten.

### Das Beor-Gebirge
Das Beor-Gebirge ist ein gewaltiges Gebirge im Südosten Alagaësias, das deutlich größere Ausmaße als der Buckel hat. Die Zwerge haben ein kompliziertes Tunnelsystem darunter gegraben, um von einem Ende zum anderen zu gelangen, ohne die Oberfläche zu betreten. Die Berghänge sind im unteren Teil dicht bewaldet, doch diese Wälder nehmen mit der Höhe (die Berge sind durchschnittlich zehn Meilen hoch, teilweise sogar noch höher) stetig ab. Im Beor-Gebirge leben die Zwerge, seit sie aus der Hadarac-Wüste gekommen sind, und errichteten dort zahlreiche Städte. Der Name Beor-Gebirge kommt vom elfischen Wort Beor (= Höhlenbär). Die Zwerge selbst haben noch einen anderen Namen dafür, aber sie hüten ihn eifersüchtig.
Inmitten des Gebirges liegt der Farthen Dûr (zwergisch für Unser Vater). Er ist ein hohler Vulkan, in dem die Zwerge den Stadtberg Tronjheim erbaut haben. Tronjheim ist die Hauptstadt der Zwerge. Es wurde vor langer Zeit von vielen Generationen von Zwergen nach dem Vorbild Farthen Dûrs als Berg mit einer kreisrunden Öffnung an der Spitze aus Marmor erbaut. Die oberen Stockwerke Tronjheims stehen seit Jahrhunderten leer, sie sind jedoch sehr wichtig für die Zwerge – im Notfall kann das gesamte Zwergenvolk dort unterkommen. In der Mitte von Tronjheim befinden sich vier große Hallen, eine in jede Himmelsrichtung ausgerichtet.

### Der Osten
Über die Welt östlich der Zwergenstadt Hedarth ist wenig bekannt, außer von Eldunarí, die bereits dort gewesen sind und berichteten, dass die Landschaft dort flach ist. Ferner wird von Galbatorix gesagt, die Tafel, auf der er den wahren Namen der alten Sprache gefunden habe, sei außerhalb Alagaësias geschrieben worden. Außerdem nutzt Eragon den Fluss Edda, um Alagaësia zu verlassen, was dafür spricht, dass dieser noch weit in den Osten fließt.

## Folgebücher

### Murtagh – Eine dunkle Bedrohung
Nach der Veröffentlichung des vierten und abschließenden Bandes der Reihe gab Paolini in diversen Interviews bekannt, dass er vorhabe, zu einem späteren Zeitpunkt erneut in die Welt von Alagaësia zurückzukehren, er sich zunächst aber nach über einem Jahrzehnt Arbeit an der Buchreihe anderen Projekten zuwenden wolle. In den folgenden Jahren antwortete er auf Fragen nach dem Inhalt des geplanten, nur als Buch 5 betitelten Nachfolgeromans, dass es keine direkte Fortsetzung des an sich abgeschlossenen Drachenreiter-Zykluses darstelle, sondern einige Jahre nach diesem spiele und sowohl einige alte, aber auch einige neue Charaktere beinhalten werde. Zudem sollen viele der offen gebliebenen Themen und Fragen aus dem vierten Buch thematisiert und geklärt werden.
Am 7. November 2023 erschien ein Band mit dem Titel Murtagh – Eine dunkle Bedrohung, in dem Eragons Halbbruder Murtagh im Mittelpunkt steht.

### Geschichten aus Alagaësia
2018 gab Paolini bekannt, eine Trilogie unter dem Titel Geschichten aus Alagaësia herauszubringen, die zeitlich nach der Hauptreihe und vor Buch 5 angelegt ist. Ende 2018 wurde der erste Band veröffentlicht. Eine der Kurzgeschichten wurde von Angela Paolini, der Schwester des Hauptautors, verfasst.

Die Gabel, die Hexe und der Wurm. Geschichten aus Alagaësia. Band 1: Eragon
(Originaltitel: The Fork, the Witch, and the Worm)
Eragon und Saphira haben zusammen mit ihren Gefährten den östlich von Alagäsia einsam in einer Ebene gelegenen Berg Arngor als neue Heimat der Drachenreiter ausgewählt. Während Eragon von Arbeit und Pflichten gestresst ist, zeigen die Eldunarí ihm eine Vision, um ihn davon abzulenken. In dieser sieht er Murtagh, der unter falschem Namen in einer Wirtschaft auf einen Informanten trifft, wobei das Treffen gewaltsam endet. Vorher unterhält sich Murtagh noch mit Essie, der jungen Tochter des Wirts, und schenkt dieser eine verzauberte Gabel.
Zu einem anderen Zeitpunkt besucht Angela, die zurzeit Elva unterweist, Eragon am Arngor und übergibt ihm vereinzelte Seiten ihrer begonnenen Autobiografie, die er lesen soll. In diesen beschreibt sie Teile ihrer Erkenntnisse zur Beschaffenheit der Welt sowie ihrer Unterweisung von Elva. Dies erinnert Eragon auch an seine eigene Verantwortung gegenüber dieser.
Neben Elfen und Zwergen sind auch Urgals am Arngor eingebunden. Eines Abends erzählt einer von ihnen eine Legende seines Volkes. In dieser plündert der Drache Vêrmund ein bewohntes Tal und lässt sich anschließend auf dem Berg Kulkaras nieder, um dort zu schlafen, bis er wieder Hunger bekommt und erneut das Tal plündert. Verschiedene Versuche der Einwohner, den wilden Drachen zu vertreiben, schlagen fehl, so auch Versuche von Ilgra, deren Vater bei der Plünderung starb. Als auch noch Lethrblaka auftauchen, lockt sie diese und Vêrmund, die einander ebenfalls verfeindet sind, in ein Tal und sprengt einen Staudamm am Kopfende, damit die Flut die Feinde vertilgt, der Drache überlebt jedoch.

## Kritik
Eine Rezension in der New York Times erklärt die Eigenheiten der Eragon-Romane mit dem jugendlichen Alter des Autors. Paolini wurde als talentierter Autor und sein Buch als gutes Werk eingestuft, dennoch sei der Handlungsverlauf zum Teil vorhersehbar und leide manchmal an logischen Brüchen, die Sprache sei voller Klischees und gestelzter Dialoge. Die Konstellation von unglaubwürdigen Dialogen und einer unkomplizierten, „leichten“ Handlung führt dazu, dass das Werk letztlich nur für Kinder und Jugendliche zwischen 9 und 13 Jahren passend ist. Den Büchern wurde oftmals vorgeworfen, von Herr der Ringe und Star Wars mehr als nur „inspiriert“ zu sein, sondern die Handlung und Motive fast gänzlich abgekupfert zu haben.

Eragon is filled with nightmare moments, dreams, visions. It never falters in its velocity. Its plot is episodic rather than climactic; it is clearly part of a larger work. The 500-plus pages race past. I found myself dreaming about it at night, and reaching for it as soon as I woke. Like countless other readers, I am waiting to see what happens next, with wonder, with admiration and with hope. As Eragon's dragon tells him, All will be well, little one.

„Eragon ist voller Albtraummomente, Träume, Visionen. Es schwankt nie in seiner Geschwindigkeit. Seine Handlung ist eher episodisch als klimaktisch; es ist eindeutig Teil einer größeren Arbeit. Die über 500 Seiten rasten vorbei. Ich träumte nachts davon und griff nach dem Buch, sobald ich aufwachte. Wie unzählige andere Leser warte ich darauf, zu sehen, was als nächstes geschieht, mit Staunen, Bewunderung und Hoffnung. Wie Eragons Drache sagt: "Alles wird gut, Kleiner."“

“Paolini, who was 15 years old himself when he began this book, takes the near-archetypes of fantasy fiction and makes them fresh and enjoyable, chiefly through a crisp narrative and a likable hero. He carries a substantial Tolkien influence—fanciful spellings of geographical names, the use of landscape as character, as well as the scale and structure of the story itself. But his use of language dispenses with the floral, pastoral touch in favor of more direct prose. The likeness does not end there: the volume opens with a detailed map of Paolini's world, and ends with a glossary and pronunciation guide for his invented language. An auspicious beginning to both career and series.”

„Paolini, der 15 Jahre alt war, als er begann, das Buch zu schreiben, nimmt die Urtypen des Fantasy-Genre auf und macht sie frisch und erfreulich, insbesondere durch eine klare Erzählung und einen sympathischen Helden. Er hat einen erheblichen Einfluss von Tolkien - phantasievolle Schreibweisen geographischer Namen, die Verwendung von Landschaft als Charakter sowie das Ausmaß und die Struktur der Geschichte selbst. Sein Gebrauch von Sprache verzichtet jedoch auf eine florale, pastorale Weise zugunsten einer direkteren Prosa. Die Ähnlichkeit endet nicht dort: Der Band beginnt mit einer detaillierten Karte von Paolinis Welt und endet mit einem Glossar und einer Ausspracheübersicht für seine erfundene Sprache. Ein glücklicher Anfang sowohl für seine Karriere als auch für die Buchserie.“

„Weil es dem Autor an Poesie mangelt, häuft er Detail auf Detail und Effekt auf Effekt, sodass der Roman wie ein riesiges Wimmelbild wirkt, in dem nur der Kenner sich zurechtfindet.“

„Paolini webt Elemente ein, die an Fantasy-Erzählungen erinnern, erzählt die Geschichte packend - als wünschte sich der Autor, selbst Eragon zu sein. Der Spaß, den der 15-Jährige beim Schreiben hatte, ist spürbar. Das macht Lust, es selbst zu versuchen.“

„Diesen Roman zu lesen ist wie auf der Suche nach Märchenzauber über die ausgelatschten Pfade von Disneyland zu wandeln: so wenig Witz, Phantasie und Kreativität war selten in einem Buch. Paolinis Drachenroman liest sich wie ein seelenloser Klon von J. R. R. Tolkien, Anne McCaffrey und Ursula K. LeGuin.“

## Trivia
- Der Name Eragon ist dem englischen Wort für „Drache“ (dragon) entlehnt.
- Die Namen des Liebespaares Selena und Brom leiten sich von den im Periodensystem aufeinander folgenden Elementen Selen und Brom ab.

## Medien

### Kinofilm
Der erste Teil wurde von 20th Century Fox unter dem Titel Eragon – Das Vermächtnis der Drachenreiter verfilmt und kam am 14. Dezember 2006 in die internationalen Kinos. Die Kritik fiel eher schlecht aus, der Film weicht an vielen Stellen stark von der Buchvorlage ab. Da der erhoffte Erfolg ausblieb, wurden die weiteren Bücher nicht mehr verfilmt.

### Serie
Im Juli 2022 machte Variety bekannt, dass Disney+ an der Produktion einer Serie arbeitet. Christopher Paolini soll als Drehbuchautor und ausführender Produzent mitwirken.

### Computerspiel
Am 24. November 2006 wurde ein von Sierra Entertainment entwickeltes Computerspiel für PC, Xbox 360, PlayStation 2, PSP, Nintendo DS, Nintendo Wii, GameCube und Game Boy Advance veröffentlicht.

### Hörbücher
Die Eragon-Romane wurden in einigen Sprachen als Hörbuch veröffentlicht. Die englischen Hörbücher wurden von Gerard Doyle, die deutschen Ausgaben von Andreas Fröhlich gelesen. Fröhlich lieh seine Stimme bereits Bob Andrews in Die drei ??? sowie Gollum in Der Herr der Ringe, unter anderem synchronisiert er Hollywood-Größen wie Ethan Hawke, John Cusack und Edward Norton. 2007 gewann das Hörbuch Eragon – Der Auftrag des Ältesten den Deutschen Phantastik Preis für das beste Hörbuch/Hörspiel des Jahres.
- Eragon – MC-Ausgabe, englisch: Random House, ISBN 0-8072-1962-2.
- Eldest – MC-Ausgabe, englisch: Random House, ISBN 1-4000-9862-9.
- Eragon – Das Vermächtnis der Drachenreiter, 17-CD-Ausgabe, deutsch: Random House Audio, ISBN 3-86604-015-6.
- Eragon – Das Vermächtnis der Drachenreiter, 3-MP3-CD-Ausgabe.
- Eragon – Der Auftrag des Ältesten, 22-CD-Ausgabe, deutsch: Random House Audio, ISBN 3-86604-109-8.
- Eragon – Der Auftrag des Ältesten, 4-MP3-CD-Ausgabe.
- Eragon – Die Weisheit des Feuers, 24-CD-Ausgabe, deutsch: Random House Audio, ISBN 3-86604-361-9.
- Eragon – Die Weisheit des Feuers, 4-MP3-CD-Ausgabe, deutsch: Random House Audio, ISBN 3-86604-944-7.
- Eragon – Das Erbe der Macht, 26-CD-Ausgabe, deutsch: Random House Audio, ISBN 3-8371-0854-6.
- Eragon – Das Erbe der Macht, 5-MP3-CD-Ausgabe, deutsch: cbj Audio, ISBN 3-8371-0921-6.